# Return (F.T. Island-album)
A Return a dél-koreai F.T. Island együttes koreai nyelvű középlemeze, melyet 2011. május 24-én jelentettek meg. Videóklip a Hello Hello című dalhoz készült.

## Számlista
| #  | Cím                                                       | Dalszöveg                                                                               | Zene                                                        | Hossz |
| -- | --------------------------------------------------------- | --------------------------------------------------------------------------------------- | ----------------------------------------------------------- | ----- |
| 1. | Hello Hello                                               | Kim Dohun (김도훈), I Szangho (이상호, Lee Sang-ho), Han Szongho (한성호, Han Seong-ho) | Kim Dohun, I Szangho (Lee Sang-ho)                          | 03:15 |
| 2. | Oh                                                        | I Hiszung (이희승, Lee Hui-seung)                                                       | Kim Dzsejang (김재양 , Kim Jae-yang)                        | 03:16 |
| 3. | 널 갖겠다 Nol katkettda (Neol gatgettda) (I Will Get You) | I Szungho (이승호, Lee Seung-ho)                                                        | Han Szunghun (한승훈, Han Seung-hun)                        | 03:09 |
| 4. | 고백합니다 Kobekhamnida (Gobaekhamnida) (I Confess)       | I Hiszung (Lee Hui-seung)                                                               | Cshö Dzsonghun (Choi Jonghun), Han Szunghun (Han Seung-hun) | 03:49 |
| 5. | Sunshine Girl                                             | Han Szongho (Han Seong-ho)                                                              | Han Szunghun (Han Seung-hun)                                | 04:09 |